# Tumanska Huta, Kozeleț
Tumanska Huta (în ucraineană Туманська Гута) este un sat în comuna Bilîkî din raionul Kozeleț, regiunea Cernihiv, Ucraina.

## Demografie
Componența lingvistică a localității Tumanska Huta
     Ucraineană (98,19%)
     Rusă (1,81%)
Conform recensământului din 2001, majoritatea populației localității Tumanska Huta era vorbitoare de ucraineană (98,19%), existând în minoritate și vorbitori de rusă (1,81%).